# Сальсакате
Сальсакате (исп. Salsacate) — посёлок и муниципалитет в департаменте Почо провинции Кордова (Аргентина), административный центр департамента.

## История
Ещё до прихода испанцев в этих местах было индейское поселение. В XVI веке эти земли в качестве энкомьенды получил Бартоломе Хайме.